# Lars Stierneld
Lars Stierneld, född 12 december 1669 i Stockholm, död den 6 maj 1721, var en svensk ämbetsman. Hans föräldrar var Samuel Larsson, adlad Stierneld, och Betty Ratkind.
Efter tjänstgöring i kansliet utnämndes Stierneld till landssekreterare på Ösel 1689 samt blev, efter denna sysslas indragning, överexekutionskommissarie för svenska armén i Estland år 1700. 
Utnämnd till kapten vid enrolleringsmanskapet på Dagö samt kort därefter befordrad till major och kommendant där måste han 1710 vika för ryssarna och bege sig till Sverige, efter att i två år ha försvarat ön med så mycken klokhet och tapperhet, att rådet ansåg sig böra rapportera därom för konungen. 
Efter sin ankomst till Sverige befordrades han 1718 till assessor i Göta hovrätt, utnämndes två år senare till lagman i Närke och avled på Fogdön i Mälaren. Vid 1714 års riksdag var han Ulrika Eleonoras ivriga förespråkare och talade högt om nödvändigheten av hennes insättande i rådet. 
Efter Karl XII:s död var han en av grundarna av Sveriges nya statsskick och genomdrev på riddarhuset 1719, att adeln inte skulle votera klassvis, utan varje riksdagsman för sig, samt yrkade på att alla stånden skulle inom representantförsamlingen inneha samma makt.